# Perișor
Perişor es una comuna ubicada en el distrito de Dolj, Rumania.

## Superficie
Posee una superficie de 69,48 kilómetros cuadrados.

## Demografía
Hasta 2021 la población era de 1606 habitantes, con una densidad de población de 23,11 habitantes por kilómetro cuadrado.